# Перемилово (Московская область)
Перемилово (Пермилово) — упразднённое село в Дмитровском районе Московской области России. Входила в состав городского поселения Яхрома, ныне квартал Перемилово города Яхрома. До 1930 года являлось центром Перемиловского сельсовета. 
В селе расположена Вознесенская церковь.

## Расположение
Село расположено перед и на западном склоне Клинско-Дмитровской возвышенности возле реки Яхромы. Рядом проходит Дмитровское шоссе. Южнее располагается Красный посёлок при станции Яхрома Савёловской железной дороги, являющийся частью города Яхромы.
На севере через лес располагается бывший посёлок Шпилёво, восточнее — бывший посёлок Кирпичный завод. На юге находится бывшая деревня Семёшки.

## История
Село Перемилово Повельского стана у Дмитрова на реке Яхрома, вотчина Константина Семёновича Головина. В нём церковь Архистратига Михаила. В 1533 году Великий князь Василий Иванович подарил село Юрию Васильевичу Кокошкину.
После Польско-литовского нашестия село числится за Иваном Сафоновым, который в 1642 году продаёт его Семёну Васильевичу Чаплину. При Чаплине в 1643 году возводится новая деревянная церковь Вознесения Господня, вторым приделом которой является Архангела Михаила.
В 7200 году (1692) вотчину Алексея Семёнова сыном Чаплина делят пополам между: родной сестрой (женою боярина Кондратия Фомича Нарышкина) Акулиной Семёновной Нарышкиной и между Иван Ивановичем Ислентьевым с его племянником стольником Василием Даниловичем Исленьевым. Вдова  А. С. Нарышкина продала село Перемилово и сельцом Мышёнково с деревнями в 1700 году своему племяннику кравчему Кириллу Алексеевичу Нарышкину. В 1702 году по приговору думского дьяка Автомона Ивана было велено отменить продажу; половину вотчины вернуть обратно Исленьевым, а половину отдать вдове боярыне Стрешневой. Далее село ещё несколько раз меняет своих владельцев.
В XVIII—XIX веках село числится за Апраксиными. В 1792 году возводится каменная церковь в псевдоготическом стиле. Архитектор, предположительно, Франческо Кампорези.
В 1923 году Мало-Семешкинский сельсовет был переименован в Перемиловский.
В 1932—1937 годах идёт строительство канала имени Москвы. Русло Яхромы переносят западнее канала.

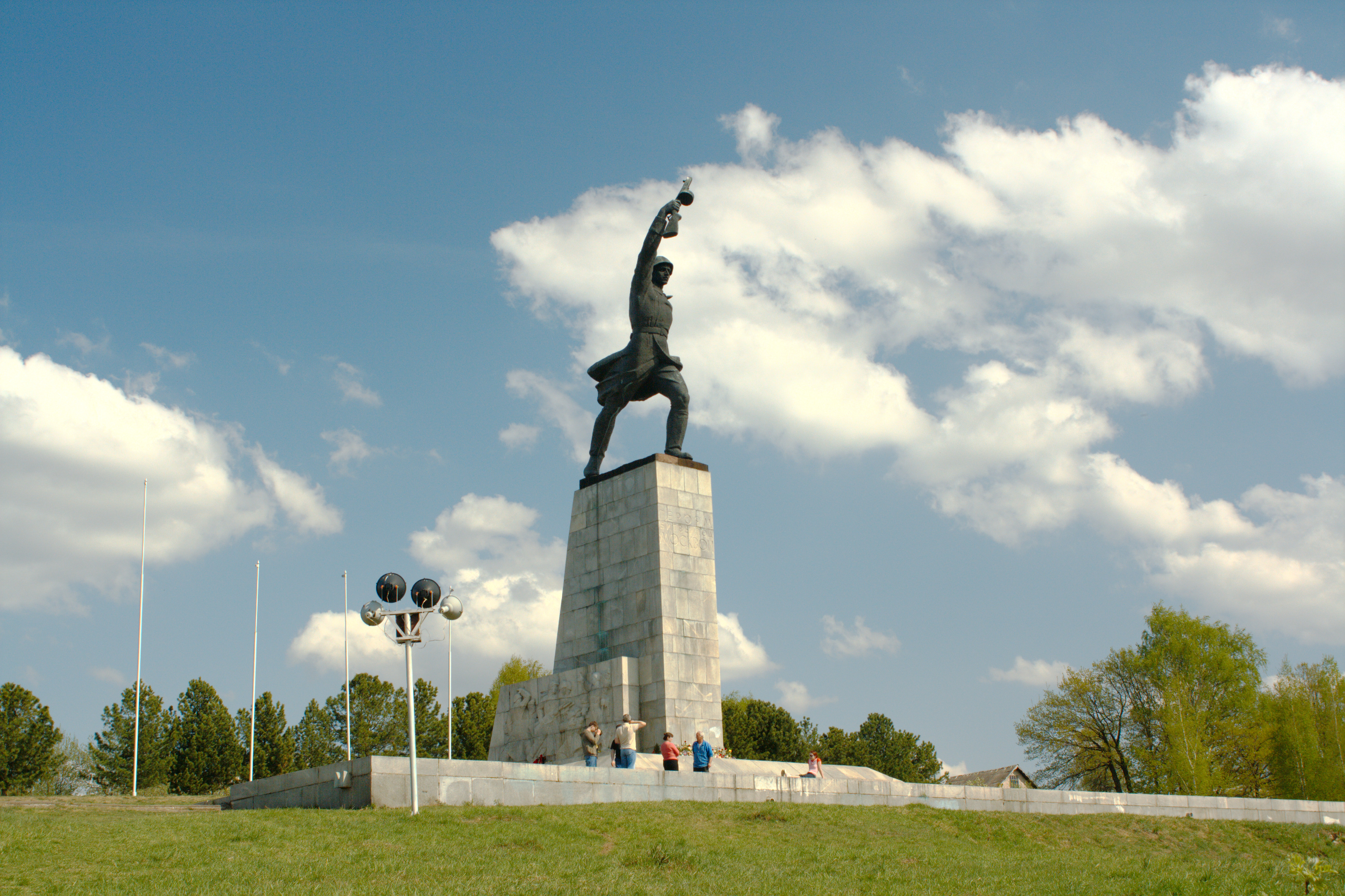
Монумент на Перемиловской высоте

С 27 ноября по 5 декабря 1941 года вокруг села во время Великой Отечественной войны происходили важные боевые действия по обороне Москвы с севера, известные как бои на Перемиловской высоте.

## Известные уроженцы
- Лётчик-ас, Герой Советского Союза Худов, Пётр Дмитриевич.